# Doença de Von Gierke
A doença de von Gierke ou Glicogenose tipo I é um distúrbio metabólico hereditário . Afeta 1 em cada 50.000 nascidos por ano.

## Causa
É um distúrbio hereditário autossômico recessivo do acúmulo de glicogênio. Há a deficiência da enzima glicose-6-fosfatase, que faz com que o fígado não consiga produzir mais glicose a partir de suas reservas de glicogênio (glicogenólise), e a partir da gliconeogênese. O glicogênio se acumula no fígado e rins 

## Sinais e sintomas
Pessoas com essa síndrome possuem fígados incapazes de liberar glicose no sangue nos períodos de jejum resultando em grave hipoglicemia. O acúmulo de glicogênio no fígado causa seu aumento de volume (hepatomegalia) e os depósitos nos rins (nefromegalia), prejudicando seu funcionamento. A hipoglicemia pode causar:
- Convulsões,
- Irritabilidade,
- Palidez e cianose,
- Fraqueza e tremores,
- Falta de ar,
- Desmaios.

Anormalidades dos lipídios podem levar à formação de depósitos de colesterol na pele (xantomas). O mal funcionamento renal eleva o nível de ácido causando artrite gotosa (gota). As alternativas à glicose (galactose, frutose e glicerol) são metabolizados em lactato, os níveis elevados de lactato no sangue causam acidose láctica e acidose metabólica.

## Diagnóstico
O diagnóstico das glicogenoses é de grande importância visto que a abordagem terapêutica é simples e eficiente. As alterações laboratoriais mais freqüentes são:
- Hipoglicemia após 3 ou 4 horas de jejum;
- Aumento de ácido láctico, colesterol, ácidos graxos, triglicérides, fosfolípides e ácido úrico;
- Aumento discreto de aminotransferases.

Tradicionalmente, os testes de tolerância ao glucagon, galactose, frutose e glicose foram usados no diagnóstico das glicogenoses. Na glicogenose tipo I a glicemia não responde à administração de glucagon. Como os pacientes são incapazes de converter a galactose e a frutose em glicose, a administração desses açúcares é seguida de aumento do lactato e, conseqüente, de acidose metabólica,sem resposta glicêmica. Com a administração de glicose, o nível de lactato se normaliza. É interessante lembrar que o teste de tolerância com o glucagon pode ser útil para distinguir as glicogenoses do tipo I e III. Na glicogenose tipo I, não há resposta ao glucagon tanto em jejum quanto após a alimentação. No entanto, na glicogenose tipo III ocorre resposta glicêmica ao glucagon quando o teste é realizado após dieta. Os testes devem ser interrompidos logo que o paciente apresente sintomas

## Tratamento
O principal objetivo do tratamento é a prevenção da hipoglicemia e da acidose láctica usando alimentos de alimentos ricos em glicose ou amido (amido é prontamente digerido em glicose). Para compensar a incapacidade do fígado de fornecer açúcar, a quantidade total de carboidratos na dieta deve aproximar-se à taxa de produção de glucose de 24 horas. A dieta deve conter aproximadamente 65-70% de carboidratos, 10-15% de proteínas e 20-25% de gordura. Pelo menos um terço dos carboidratos deve ser fornecido durante a noite, de modo que uma criança pequena não passe mais de 3-4 horas sem ingestão de carboidratos. Isso pode ser feito pela infusão contínua de glicose ou com refeições constantes, inclusive de madrugada. Deve-se evitar outras formas de açúcar (frutose e lactose) e de gorduras.
A elevação persistente do ácido úrico acima de 6,5 mg/dl demanda tratamento com alopurinol para prevenir a depósitos dolorosos de ácido úrico nos rins e nas articulações. O fígado e os rins devem ser monitorados anualmente e hemogramas devem ser feitos regularmente.

## Prognóstico
A sobrevivência à idade adulta era rara, mas com os avanços no tratamento e diagnóstico está se tornando cada vez mais frequente. Os sintomas tendem a melhorar à medida que as crianças progridem para a idade adulta.
A morte precoce é geralmente causada por complicações metabólicas agudas da hipoglicemia, da acidose metabólica, por hemorragia ou por infecções. O mal funcionamento de uma bomba de infusão de glicose pode causar hipoglicemia e acidose fatais.
Complicações hepáticas são comuns nesses pacientes. O adenoma do fígado geralmente se desenvolve entre os 20 e 30 anos, com uma pequena chance de posterior transformação maligna para hepatoma ou carcinoma hepático. Em casos avançados transplante hepático pode ser necessário.